# Celosvětová štafeta s pochodní za lidská práva

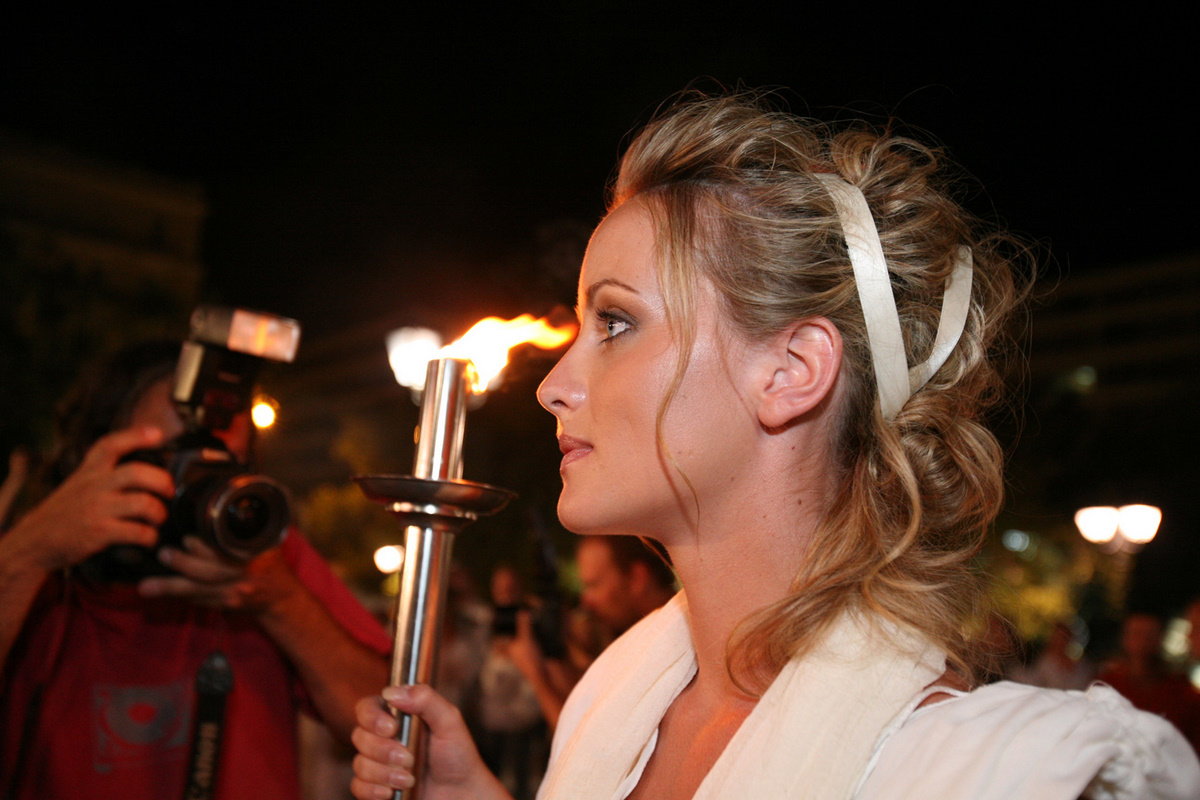
ATÉNY - Náměstí Syntagma, 9. srpna 2007. Zahájení akce Celosvětová štafeta s pochodní za lidská práva na náměstí Syntagma v Řecku. Zapálení pochodně lidských práv. Žena symbolizující bohyni spravedlnosti nese pochodeň ke shromáždění.

Světem proběhla Celosvětová štafeta s pochodní za lidská práva, která započala svoji cestu 9. srpna 2007 na náměstí Syntagma  v řeckých Aténách. Účastníci drželi transparenty se slovy: "Porušování lidských práv a olympiáda v Pekingu nemohou probíhat současně", "Zastavte odebírání orgánů živým lidem" nebo "Olympijské hry, a ne olympijskou hanbu". Shromáždění přišlo podpořit start štafety s pochodní lidských práv, iniciativy, kterou vede Koalice na vyšetření perzekuce Fa-lun-kungu v Číně (CIPFG). Ti, kdo přišli podpořit štafetu s olympijskou pochodní lidských práv, během obřadu 9. srpna drželi minutu ticha za lidi pronásledované v Číně na výzvu olympionika Martina Rubenise. Poté započala tisková konference, na které mimo jiné vystoupili také olympionik Mārtiņš Rubenis nebo bývalý státník David Kilgour.
Svět se pozastavil nad situací v Číně také ve chvíli, kdy v březnu 2008 probíhaly nepokoje v tibetské Lhase. Podle některých zdrojů se snažila KSČ využít této situace, upoutat na ni větší pozornost, a zatímco svět sledoval Tibet, provést v zemi "nezbytné" čistky. Praktikující Fa-lun-kungu byli před blížící se olympiádou označeni za „nepřátele“ a „první cíle“ k pronásledování.
Celosvětová štafeta s pochodní za lidská práva putovala po celém světě i (v jisté formě) po Číně. V ČR se zastavila v Praze a poté putovala přes Brno na Slovensko a dále do Rakouska.
V červenci 2020 byla tato organizace v Rusku označena jako „nežádoucí“.